# سانی اسلوپس (کالیفرنیا)
سانی اسلوپس (به انگلیسی: Sunny Slopes) یک منطقهٔ مسکونی در ایالات متحده آمریکا است که در شهرستان مونو، کالیفرنیا واقع شده‌است. سانی اسلوپس ۴٫۸۷۹ کیلومتر مربع مساحت و ۱۸۲ نفر جمعیت دارد و ۲٬۱۹۳٫۹۸ متر بالاتر از سطح دریا واقع شده‌است.